# Березин, Ефим Иосифович
Ефи́м Ио́сифович Бере́зин (сценический псевдоним — Штепсель; 11 ноября 1919, Одесса  — 21 мая 2004, Тель-Авив, Израиль) — советский актёр, артист разговорного жанра; народный артист УССР (1960).

## Биография
Родился 11 ноября 1919 года в Одессе (Украина). Член ВЛКСМ.
Окончил Киевский театральный институт. Учился вместе с Юрием Тимошенко, с которым потом ушёл на фронт.
Участник Великой Отечественной войны с 1941 года. Проходил службу в ансамблях песни и пляски Киевского военного округа и Юго-Западного фронта и в должности юмориста ансамбля Краснознамённой песни и пляски 1-го Белорусского фронта. 
Выступал перед солдатами на передовой в образе повара Галкина, а Тимошенко — банщика Мочалкина. Служил вместе с будущим народным артистом Украинской ССР, балетмейстером Александром Сегалом, киноактёром Борисом Сичкиным и хореографом Борисом Каменьковичем.
Награждён орденами и медалями. Войну окончил в звании старшего сержанта.
Дуэт Тарапунька и Штепсель появился в 1946 году, пользовался большой популярностью у зрителя в СССР и существовал на протяжении сорока лет.
Был режиссёром Киевского русского драматического театра имени Леси Украинки, актёром и главным режиссёром Украинской республиканской эстрады.
После кончины Юрия Тимошенко в 1986 году Ефим Березин некоторое время выступал один, однако большой популярности уже не имел. В конце 1990-х уехал к дочери в Израиль, жил в Ашдоде.
Авторами номеров Тимошенко и Березина были Роберт Борисович Виккерс и Александр Каневский; Владлен Бахнов и Яков Костюковский; Марьян Беленький; Павло Глазовый и др.
Ушёл из жизни 21 мая 2004 года на 85-м году жизни. Похоронен на кладбище Яркон в Петах-Тикве.

## Семья
- Жена — Розита Березина.
  - Сын — Григорий Березин (род. 1954).
  - Дочь — Анна Ефимовна Березина (род. 1949), филолог и переводчик[5]. Зять — Леонид Каневский (род. 1939), актёр, заслуженный артист РСФСР (1984).
- Внучка — Наталья Леонидовна Каневская (род. 1977), стилист, сценограф, художник по костюмам в театре и кино, дизайнер украшений[6].

## Е. Березин и филателия
Ефим Березин увлекался филателией. Темой его коллекции была живопись.()

## Награды
- народный артист УССР (1960)
- орден Отечественной войны II степени (06.04.1985)[7]
- два ордена Красной Звезды (25.10.1943[8], 03.11.1944[9])
- орден «Знак Почёта»
- медали, в том числе:
- «За трудовое отличие»
- «За оборону Сталинграда»
- «За оборону Киева»
- «За победу над Германией в Великой Отечественной войне 1941-1945 гг.»
- «За взятие Кёнигсберга»
- «За взятие Берлина»
- «За освобождение Варшавы»
- «За освобождение Праги»
- «Ветеран труда»

## Фильмография
- 1939 — Шуми городок — Музыкант, (нет в титрах)
- 1940 — Майская ночь — эпизод, (нет в титрах)
- 1953 — Тарапунька и Штепсель под облаками — Штепсель
- 1954 — Весёлые звёзды — Штепсель
- 1955 — Приключения с пиджаком Тарапуньки (короткометражный) — Штепсель
- 1957 — Штепсель женит Тарапуньку — Штепсель
- 1959 — В этот праздничный вечер — Штепсель
- 1962 — Фитиль — Поедем напрямик, серия N2, Мышеловка, серия N4
- 1962 — Ехали мы, ехали… — Штепсель
- 1963 — Фитиль — Номенхалтура, серия N9
- 1964 — Лёгкая жизнь — Штепсель, сцена в ресторане
- 1965 — В первый час — Штепсель
- 1965 — Новогодний календарь — Штепсель
- 1968 — Ровно двадцать с хвостиком — Штепсель
- 1969 — Похищение — артист Березин
- 1970 — Смеханические приключения Тарапуньки и Штепселя — Штепсель
- 1976 — От и до — Штепсель
- 1980 — Беспокойтесь, пожалуйста — Штепсель
- 1986 — Моя хата с краю — Штепсель
- 1991 — Мигранты — эпизод